# Rytigynia gossweileri
Rytigynia gossweileri är en måreväxtart som beskrevs av Robyns. Rytigynia gossweileri ingår i släktet Rytigynia och familjen måreväxter.
Artens utbredningsområde är Cabinda. Inga underarter finns listade i Catalogue of Life.